# Tresbœuf
Tresbœuf é uma comuna francesa na região administrativa da Bretanha, no departamento Ille-et-Vilaine. Estende-se por uma área de 25,09 km². Em 2010 a comuna tinha 1 266 habitantes (densidade: 50,5 hab./km²).